# Richard Jewell balladája
A Richard Jewell balladája (eredeti cím: Richard Jewell) 2019-ben bemutatott amerikai életrajzi filmdráma, melyet Billy Ray forgatókönyvéből Clint Eastwood rendezett, aki producerként is jegyzi a filmet.
A film alapjául Marie Brenner „American Nightmare: The Ballad of Richard Jewell” című 1997-es Vanity Fair-cikke, továbbá Kent Alexander és Kevin Salwen „The Suspect: An Olympic Bombing, the FBI, the Media, and Richard Jewell, the Man Caught in the Middle” című könyve szolgált.  A címszereplőt Paul Walter Hauser alakítja, további főbb szerepekben Sam Rockwell, Kathy Bates, Jon Hamm és Olivia Wilde látható.
A világpremier 2019. november 20-án volt az Amerikai Filmintézet fesztiválján, majd az amerikai mozikban december 13-án mutatta be a Warner Bros.. Magyarországon 2020. január 23-án került a mozikba az InterCom Zrt. forgalmazásában. A film pozitív kritikákat kapott, különösen a színészi játékot (kiemelve Bates és Hauser alakításait), valamint Eastwood rendezését méltatták a kritikusok. Kathy Scruggs riporternő ábrázolása azonban éles bírálatokat váltott ki. Jegyeladások terén a film bukásnak bizonyult, 45 millió dolláros költségvetés mellett csak 42 millió dolláros bevételt termelt. 
Az Amerikai Filmkritikusok Szövetsége beválasztotta a 2019-es év tíz legjobb filmje közé. Bates elnyerte az Amerikai Filmkritikusok Szövetségének legjobb női mellékszereplőnek járó díját, illetve Oscar- és Golden Globe-jelöléseket is szerzett. 

## Rövid történet
Richard Jewell biztonsági őr az 1996. évi nyári olimpiai játékokon a Centennial Olympic Parkban időben felfedez egy pokolgépet és a rendőrséggel együttműködve több száz ember életét menti meg. Később azonban a hatóságok – tévesen – az először hősként ünnepelt Jewellt vádolják meg a bomba elhelyezésével.

## Szereplők
| Színész            | Szerep                                        | Magyar hang    |
| ------------------ | --------------------------------------------- | -------------- |
| Paul Walter Hauser | Richard Jewell                                | Elek Ferenc    |
| Sam Rockwell       | Watson Bryant                                 | Rajkai Zoltán  |
| Kathy Bates        | Barbara "Bobi" Jewell                         | Zsurzs Kati    |
| Jon Hamm           | Tom Shaw FBI-ügynök                           | Fekete Ernő    |
| Olivia Wilde       | Kathy Scruggs                                 | Kéri Kitty     |
| Nina Arianda       | Nadya                                         | Mohácsi Nóra   |
| Ian Gomez          | Dan Bennet FBI-ügynök                         | Kerekes József |
| Wayne Duvall       | Richard Rackleff, hazugságvizsgáló szakértője | Kajtár Róbert  |
| Dylan Kussman      | Bruce Hughes FBI-ügynök                       | Vida Péter     |
| Mike Pniewski      | Brandon Hamm                                  | Szabó Endre    |
| Eric Mendenhall    | Eric Rudolph                                  | Szabó Andor    |

## Fordítás
- Ez a szócikk részben vagy egészben  a   Richard Jewell (film) című angol Wikipédia-szócikk fordításán alapul.  Az eredeti cikk szerkesztőit annak laptörténete sorolja fel. Ez a jelzés csupán a megfogalmazás eredetét és a szerzői jogokat jelzi, nem szolgál a cikkben szereplő információk forrásmegjelöléseként.